# Land of Hope and Glory
Land of Hope and Glory er en britisk patriotisk sang som bruges ved officielle og halv-officielle anledninger over hele Commonwealth of Nations, i nogen grad også i USA. Den er specielt kendt som fast repertoire under den traditionelle koncert "The Last Night of the Proms", og er længe blevet brugt som kendingsmelodi for Det konservative parti i Storbritannien. Værket er skrevet af Edward Elgar i to etaper, 1900-1901, og i 1902. 
Melodien til sangen er hentet fra den første march i Elgars Pomp and Circumstance (1901). Værket blev skrevet på opfordring af kong Edvard VII, som fortalte Elgar, at melodien ville blive en storartet sang. Da Elgar senere blev bedt om at skrive et værk til kongens kroning, omdigtede han det foreslåede tema til dette brug i 1902. Han lod digteren A.C. Benson skrive den patriotiske tekst, som i nogen grad afspejler imperiets fremgang og vækst, jf. boerkrigen i Syd-Afrika.

## Teksten
Dear Land of Hope, thy hope is crowned,
God make thee mightier yet!
On Sov'ran brows, beloved, renowned,
Once more thy crown is set.
Thine equal laws, by Freedom gained,
Have ruled thee well and long;
By Freedom gained, by Truth maintained,
Thine Empire shall be strong.
Land of Hope and Glory, Mother of the Free,
How shall we extol thee, who are born of thee?
Wider still and wider shall thy bounds be set;
God, who made thee mighty, make thee mightier yet,
God, who made thee mighty, make thee mightier yet.
Thy fame is ancient as the days,
As Ocean large and wide:
A pride that dares, and heeds not praise,
A stern and silent pride;
Not that false joy that dreams content
With what our sires have won;
The blood a hero sire hath spent
Still nerves a hero son.

## Ny-versioner
Sangen er siden blevet adopteret (med ændret tekst) af supporterne til West Bromwich Albion Football Club.
Punkbandet Ex Pistols lavede deres egen version af "Land Of Hope And Glory" i 1979, der blev udgivet på en single i 1984.